# Кей Би Ес
„Кей Би Ес“ (KBS, на корейски: 한국방송공사, Hanguk Bangsong Gongsa; на английски: Korean Broadcasting System) е национален обществен оператор на Южна Корея. Основана е през 1927 г. и оперира с радио, телевизия и онлайн услуги, като е една от най-големите телевизионни мрежи в Южна Корея.

## Телевизионни канали

### Безплатно
- KBS1
- KBS2
- KBS UHD

### Кабел
- KBS N Life
- KBS Drama
- KBS N Sports
- KBS Joy
- KBS Kids
- KBS W
- KBS World (на разположение извън Южна Корея)

## Радиостанции
- KBS Radio 1 (AM/FM)
- KBS Radio 2 (AM/FM)
- KBS Radio 3 (AM/FM)
- KBS 1FM (FM)
- KBS 2FM (89.1 MHz Cool FM)
- KBS Hanminjok Radio

## Логотипи
- Първо лого на Кей Би Ес, използвано от 1961 до 1973 г.
- Второ лого на Кей Би Ес, използвано от 1973 до 1984 г.
- Трето и актуално лого на Кей Би Ес, използвано от 1984 г.